# ノーヴァヤ・ガゼータ
『ノーヴァヤ・ガゼータ』（ロシア語: Новая газета、ラテン文字転写: Novaya gazeta、英語で「New Gazette」、日本語で「新しい 新聞」の意）は、ロシアのタブロイド新聞。1993年創刊。発行部数は約50万部。かつて旧ソビエト最後の最高指導者であるミハイル・ゴルバチョフが株主を務めていた。

## 概要
この新聞社は、元大統領のミハイル・ゴルバチョフがノーベル平和賞の賞金を基に1993年に創設した。
ウラジーミル・プーチン政権に対する批判的論陣で知られる。これまで記者や寄稿者ら6人殺害されている。脅迫を受けたり襲われた者もいる。
2003年、副編集長が不審死を遂げている。高熱を出してモスクワの病院に入院したが、顔の皮膚が剥げ、脱毛も始まり、呼吸困難となって死亡。当時は原因が不明だったが、放射性タリウムを何らかの方法で体内に入れられたためと推測されている。
2006年10月7日に殺害されたアンナ・ポリトコフスカヤ記者もこの新聞の評論員を務めていた。
2009年には、同紙の顧問弁護士でチェチェンの人権問題に取り組んでいたスタニスラフ・マルケロフと、彼を取材中だったアナスタシア・バブロワ記者が白昼の路上で射殺されている。
ポリトコフスカヤの後任のエレナ・ミラシナは次のように語る。「彼らは人殺しで、人殺しの思考回路を備えている。彼らにとって、問題解決の一番手っ取り早い方法は、殺すこと。仲間が何人も殺されているので、誰よりもよく分かっている。」
本社の会議室には、殉職した同僚たちの肖像写真が掲げられている。
2021年10月8日、創刊に携わり24年間にわたって編集長を務めているドミトリー・ムラトフがノーベル平和賞を受賞した。ムラトフは受賞について「間違いなくノーヴァヤ・ガゼータ編集部が受賞したのであり、とりわけ亡くなった6人の記者が受賞したのだ」とコメントした。
2022年2月に開始されたロシアによるウクライナ侵攻に対しては反対を呼びかける論陣を張り、ムラトフ自身もノーベル平和賞メダルをオークションで売却しウクライナから逃れた難民を支援する意向を表明。一方でロシア政府は報道規制を強化し、当局は3月28日に2回目の警告を与えたことで裁判所に登録廃止を申請することが可能となった。ノーヴァヤ・ガゼータは同日中に業務の一時停止を表明し、軍事作戦が終了するまではウェブ上の記事も含めて新聞の発行を見合わせると発表した。
4月7日、亡命した記者らは、新たに『ノーヴァヤ・ガゼータ・ヨーロッパ』をリガで立ち上げ、YouTubeやSNSを使ってロシアのニュースを報じていく方針を表明した。編集長に就任したキリル・マルティノフはノーヴァヤ・ガゼータ副編集長を務めるが、あくまでも独立したプロジェクトであり、ノーヴァヤ・ガゼータの支社ではないとした。なお、ラトビア語版の立ち上げも検討している。帝国主義的な価値観を持っていないこと、訪れた場所でロシア語が使われることを期待しているわけではないことを地元の人々に理解して欲しいからであるという。
このほか7月15日には元スタッフが『ノーヴァヤ・ラスカズ＝ガゼータ』を創刊したが、7月24日には連邦通信・情報技術・マスコミ分野監督庁がサイトへの接続を遮断したため、サイトは7日間と9時間ほど存続しただけでアクセスできなくなった。
9月5日、モスクワの裁判所はノーヴァヤ・ガゼータの紙の発行に必要な登録を無効とした。監督当局が7月、同紙が再登録に際して定款を提出しなかったとして提訴していた。
2023年、同紙所属のジャーナリストであるエレナ・ミラシナと彼女に同行していた弁護士のアレクサンドル・ネモフが、ロシア連邦のチェチェン共和国で覆面の男らに襲撃される事件が発生した。ミラシナはチェチェン共和国首長であるラムザン・カディロフから毎年のように何度も脅迫状を送られ、殺害予告を受けていた。